# Кароль Заремба
Кароль Заремба (пол. Karol Zaremba; 12 травня 1846 Краків — 30 жовтня 1897 там само) — польський архітектор.

## Біографія
Навчався у Краківському технічному інституті, а згодом у Берліні в Будівельній академії. Працював у архітектора Августа Орта. Брав участь у спорудженні Ортом замку Збіров у Чехії. Працював при спорудженні палацу у Потсдамі і нового будинку Палати панів. 1874 року виїхав до Італії, а наступного року повернувся до Кракова. Член міської ради Кракова. Президент Технічного товариства. Був у складі редакції краківського журналу «Czasopismo Techniczne» у 1880–1881 роках. Надрукував низку фахових статей. Тривалий час член дирекції Товариства приятелів красних мистецтв у Кракові. Помер у Кракові, похований на Раковицькому цвинтарі, поле № 46.
Роботи у Кракові
- Спільно з доктором Доманським займався справами краківського водогону[2].
- Дім Товариства доброчинності.
- Павільйони на крайовій виставці 1887 року.[3]
- Притулок Матері Божої Милосердної в Лагевниках (тепер дільниця Кракова) 1889–1890 роки. Споруджував будівничий Мярчинський. При будівництві проєкт дещо спрощено.[5]
- Дім на вулиці Гончарській, 14 (1894)[6].
- Дім на вулиці Баштовій, 19.
- Дім доктора Вишневського на вулиці Крупничій.
- Дім доктора Слапи на вулиці Колєйовій.
- Власний дім на вулиці Колєйовій.
- Ощадна каса.
- Шпиталь святого Лазаря.
- Друге місце на конкурсі проєктів театру. Співавтор Славомир Одживольський.

Проєкти в інших населених пунктах
- Із певною ймовірністю Зарембі приписується ескізний проєкт товариства «Сокіл» у Станіславові. Виконаний 1894 року. Під час реалізації проєкт ймовірно видозмінено Яном Томашем Кудельським.[7]
- Парафіяльний костел у Мровлі. Проєкт розробено спільно зі Славомиром Одживольським у 1894 році, реалізовувався під наглядом авторів протягом 1895–1900 років.[8]
- Костел у Старому Місті.